# Obrazki
Obrazki (Arum L.) – rodzaj roślin z rodziny obrazkowatych, obejmujący 29 gatunków występujących w Makaronezji, Europie oraz na obszarze od Morza Śródziemnego do zachodnich Chin. Gatunki Arum palaestinum, obrazki włoskie i obrazki plamiste zostały introdukowane w Stanach Zjednoczonych i występują w Kalifornii, Illinois, Oregonie, Waszyngtonie, Missouri i Karolinie Północnej. Obrazki włoskie zostały również introdukowane do Australii i występują tam w stanie Wiktoria.

## Morfologia
PokrójŚredniej wielkości rośliny zielne o wysokości 15–60 cm.
ŁodygaPodziemna bulwa pędowa, w przypadku niektórych gatunków kłączokształtna.
LiścieRoślina tworzy 1 lub 2 liście właściwe, u nasady otoczone katafilami. Ogonki liściowe tworzące krótką lub długą pochwę. Blaszki liściowe strzałkowate do oszczepowatych.
KwiatyRoślina jednopienna. Kwiatostan typu kolbiastego, protogynicznego pseudancjum. Kwiatostany wyrastają na pędach kwiatostanowych bądź krótkich, niższych od ogonków liściowych (tzw. gatunki „ukryte”, np. A. maculatum, A. italicum, A. palaestinum), bądź długich, przewyższających liście (tzw. gatunki flagowe, np. A. rupicola, A. hygrophilum, A. creticum). Gatunki obu typów różnią się biologią rozrodczą – gatunki „ukryte” wytwarzają wabiący owady aromat, a „flagowe” są bezzapachowe. Pochwa kwiatostanu w dolnej części rurowato zwinięta, tworząca podłużno-jajowatą komorę, okrywającą odcinek kolby pokryty kwiatami płodnymi, w górnej liściowata, jajowata do podłużno-lancetowatej, otwarta w czasie kwitnienia. Komora pochwy jest odseparowana od części górnej zwężeniem. Kolba kwiatostanu dzieli się na położony najniżej odcinek kwiatów żeńskich, położony wyżej odcinek kwiatów męskich i szczytowy wyrostek, niemal siedzący do osadzonego na długim trzonku, odpowiadający za emitowanie zapachu i termogenezę w okresie kwitnienia. Kwiaty obu płci oraz kwiaty męskie od wyrostka (na wysokości zwężenia pochwy) oddziela pasek  prątniczek. Kwiaty męskie 3–4 pręcikowe, grube, ścięte, kwadratowe, z niemal siedzącymi, odwrotnie jajowatymi pylnikami, otwierającymi się przez jajowatą, pionową szczelinę. Zalążnie podłużne, grube, jednokomorowe, zawierające co najmniej 6 ortotropowych zalążków, tworzących się na bazalno-parietalnych łożyskach. Szyjki słupków niemal nieobecne. Znamiona słupków siedzące, niemal kuliste, wydzielające w czasie kwitnienia nektaropodobną substancję. Prątniczki grube u nasady, brodawkowate, zakończone krótkim i szydłowatym lub długim i nitkowatym wyrostkiem.
OwoceWielonasienne, pomarańczowe do czerwonych, odwrotnie jajowate jagody z soczystą owocnią. Nasiona kuliste, ze szczytowo położonym zarodkiem i obfitym bielmem.

## Biologia i ekologia
RozwójWieloletnie, owadopylne geofity ryzomowe. Gatunek A. pictum z monotypowego podrodzaju Gymnomesium kwitnie jesienią, wszystkie pozostałe gatunki, z podrodzaju Arum, kwitną wiosną. Kwiatostany obrazków przyciągają owady i łapią je w pułapkę dzięki naśladowaniu zapachu rozkładającej się materii organicznej, moczu lub odchodów (gatunki „ukryte”), a w przypadku gatunków „flagowych” prawdopodobnie dzięki wyraźnemu kontrastowi między pochwą a kolbą. Jedynie A. creticum wydziela aromat przypominający aromat kwiatów frezji. Istotną rolę w biologii rozrodczej obrazków odgrywa termogeneza. Pierwszy wzrost temperatury kwiatostanu notowany jest dzień przed otwarciem pochwy, a drugi o poranku następnego dnia, tuż przed otwarciem pochwy. Obie te termogenezy są generowane przez kwiaty męskie i wydają się mieć związek z mechanizmem otwierania się kwiatostanu. Trzeci wzrost temperatury ma miejsce wieczorem po otwarciu pochwy kwiatostanu i jest generowany przez wyrostek kolby. Mechanizm ten ma na celu zwiększenie ulatniania się lotnych związków zapachowych i przyciągnięcie owadów zapylających. Owady wpadają lub wchodzą do dolnej komory kwiatostanu, gdzie zostają uwięzione przez system nitkowatych prątniczek, który działa zarówno jako bariera fizyczna, jak i kurtyna zaciemniająca ujście. Również lepkość nabrzmiałych ścian komory zapobiega ucieczce owadów, szczególnie w przypadku zapylanych przez ciężkie chrząszcze A. creticum i A. idaeum, które nie posiadają nitkowatych prątniczek. W tym okresie zalążnie słupków są receptywne i wydzielają lepką, nektaropodobną substancję, tak więc w przypadku obecności pyłku innych roślin na uwięzionych owadach, kwiaty żeńskie zostają zapylone. Warunki panujące w komorze kwiatostanu umożliwiają insektom przetrwanie do następnego dnia. Ściany komory pokryte są szparkami, które umożliwiają wymianę tlenową między wnętrzem komory a środowiskiem, panuje tam również relatywnie wysoka wilgotność. Prawdopodobnie owady żerują też na substancji wydzielanej przez kwiaty żeńskie. Czwarty wzrost temperatury kwiatostanu ma miejsce kolejnego dnia i jest generowany przez kwiaty męskie. Mechanizm ten jest związany z otwarciem pylników i uwolnieniem pyłku. W tym czasie epiderma komory kwiatostanu i kolby przestaje być nabrzmiała i traci lepkość, a prątniczki więdną. Umożliwia to pokrytym pyłkiem owadom wspięcie się po ścianach pochwy do wyjścia i ucieczkę.
Obrazki są zapylane przez saprofagi i koprofagi, przeważnie muchówki z rodzin: Psychodidae (przede wszystkim Psychoda phalaenoides), Sphaeroceridae, wywilżankowatych i Ceratopogonidae oraz chrząszcze z rodzin: kusakowatych, strąkowcowatych i żukowatych.
Termogeneza u obrazków jest wywoływana przez mechanizm dzień-noc, który stymuluje tkankę twórczą kwiatów męskich, w wyniku czego produkowany jest kwas salicylowy, który działa jako hormon stymulujący reakcje termiczne. Temperatura kwiatów męskich i wyrostka kolby wzrasta o 15–25 °C powyżej temperatury otoczenia. Temperatura wewnątrz komory jest zaś wyższa o 1–3 °C.
Cechy fitochemiczneRośliny z rodzaju obrazków są silnie trujące. Zawierają toksyczną aroinę oraz szczawian wapnia. Kontakt soku ze skórą powoduje dermatozy. Spożycie roślin (np. słodkich jagód) powoduje silne podrażnienie śluzówki układu pokarmowego, biegunkę, wymioty i silny ból brzucha, a nawet może prowadzić do śmierci. Liście obrazków plamistych zawierają około 0,7 mg/kg nikotyny.
SiedliskoLasy, sady, zarośla, łąki i szczeliny skalne, na stanowiskach wilgotnych i zacienionych. Występujące w Polsce obrazki plamiste spotykane są w miejscach po dawnej uprawie, przy zamkach, w parkach etc. Znanych jest kilkanaście stanowisk tego gatunku w żyznych lasach łęgowych i niskich grądach, na stanowiskach zacienionych, w dolinach cieków lub wilgotnych wąwozach. Drugi z występujących w Polsce gatunków, obrazki alpejskie (ew. obrazki wschodnie typowe), spotykany jest w wilgotnych lasach na południu Polski.
GenetykaLiczba chromosomów 2n = 28, 42, 56, 70, 84.

## Systematyka
Pozycja rodzaju według Angiosperm Phylogeny Website (aktualizowany system APG IV z 2016)Należy do plemienia Areae, podrodziny Aroideae, rodziny obrazkowatych, rzędu żabieńcowców w kladzie jednoliściennych.
Gatunki flory Polski
Zgodnie z Krytyczną Listą Roślin Naczyniowych Polski do flory krajowej należą:
- obrazki plamiste (Arum maculatum L.)
- obrazki alpejskie (Arum alpinum Schott & Kotschy)

Według encyklopedii europejskich roślin naczyniowych Flora Europaea gatunkami występującymi w Polsce są obrazki plamiste (A. maculatum) oraz podgatunek obrazków wschodnich obrazki wschodnie typowe (A. orientale subsp. orientale [=Arum alpinum]). Takie samo ujęcie przedstawione jest w „Atlasie roślin naczyniowych Polski” Snowarskiego.
Według „Checklist and Bibliography of Araceae (and Acoraceae)” Govaertsa i Frodina z 2002 gatunkami występującymi w Polsce są: Arum besserianum, Arum cylindraceum [=Arum alpinum], obrazki plamiste (Arum maculatum) i obrazki wschodnie typowe (Arum orientale subsp. orientale).
Gatunki zgodnie z podziałem rodzaju według Boyce'a (1993...)
- podrodzaj Gymnomesium (kwitnie jesienią)
  - Arum pictum L.f.
- podrodzaj Arum (kwitnie wiosną)
  - sekcja Arum (bulwa pędowa poziomo kłączokształtna, tworząca boczne odrosty; rośliny tworzące rozległe kolonie)
    - Arum byzantinum Blume
    - Arum concinnatum Schott
    - Arum italicum Mill. – obrazki włoskie
    - Arum maculatum L. – obrazki plamiste
    - Arum megobrebi Lobin

  - sekcja Dioscoridea (bulwa pędowa dyskowata, tworząca obwodowe odrosty; rośliny tworzące zwarte kolonie)
    - podsekcja Alpina (wyrostek kolby osadzony na długim trzonku, szypułka dłuższa od ogonka, kwiatostan bezzapachowy, prątniczki z długimi, nitkowatymi, na wpół sztywnymi wyrostkami)
      - Arum cylindraceum Gasp. in G.Gussone

    - podsekcja Dischroochiton (wyrostek kolby osadzony na długim trzonku, szypułka krótsza od ogonka, kwiatostan wydzielający obrzydliwy zapach, prątniczki z krótkimi lub długimi, smukło-nitkowatymi, falistymi wyrostkami)
      - Arum alpinariae (Alpinar & R.R.Mill) P.C.Boyce
      - Arum apulum (Carano) P.C.Boyce
      - Arum balansanum R.R.Mill
      - Arum besserianum Schott
      - Arum cyrenaicum Hruby
      - Arum elongatum Steven
      - Arum gratum Schott
      - Arum hainesii Riedl
      - Arum lucanum Cavara & Grande
      - Arum nigrum Schott
      - Arum orientale M.Bieb. – obrazki wschodnie
      - Arum purpureospathum P.C. Boyce
      - Arum sintenisii (Engl.) P.C.Boyce

    - podsekcja Cretica (wyrostek kolby osadzony na krótszym trzonku, prątniczki nieobecne lub słabo wykształcone)
      - Arum creticum Boiss. & Heldr. in P.E.Boissier – obrazki kreteńskie, obrazki greckie
      - Arum idaeum Coustur. & Gand.

    - podsekcja Hygrophila (wyrostek kolby niemal siedzący, o średnicy poniżej 4 mm, prątniczki dobrze wykształcone, wnętrze komory pochwy purpurowe)
      - Arum hygrophilum Boiss.
      - Arum euxinum R.R.Mill

    - podsekcja Tenuifila (wyrostek kolby o średnicy powyżej 5 mm, osadzony na krótszym trzonku, wnętrze komory pochwy białe, z purpurowymi plamkami w górnej części lub rzadko całkowicie purpurowe, szypułka równej długości lub dłuższa od ogonków liściowych, prątniczki dobrze wykształcone, z nitkowatymi, falistymi wyrostkami, kwiatostany bezzapachowe)
      - Arum jacquemontii Blume
      - Arum korolkowii Regel
      - Arum rupicola Boiss.

    - podsekcja Poeciloporphyrochiton (wyrostek kolby o średnicy powyżej 5 mm, osadzony na krótszym trzonku, wnętrze komory pochwy białe, z purpurowymi plamkami w górnej części lub rzadko całkowicie purpurowe, szypułka krótsza od ogonków liściowych, prątniczki dobrze wykształcone, z szydłowatymi, sztywnymi wyrostkami, kwiatostany wydzielają obrzydliwy zapach)
      - Arum dioscoridis Sm. in J.Sibthorp & J.E.Smith
      - Arum palaestinum Boiss.

Mieszańce
- Arum ×sooi Terpó (A. cylindraceum × A. maculatum)

## Nazewnictwo
Toponimia nazwy naukowejŁacińska nazwa naukowa pochodzi wprost od greckiej nazwy rodzaju Άρον (aron), używanej już w pracach Teofrasta. Nazwa grecka wywodzi się prawdopodobnie od koptyjskiego słowa aro, oznaczającego pnącą, wijącą się roślinę.
Nazwy zwyczajowePochodzenie polskiej nazwy rodzaju nie jest znane. W piśmiennictwie pojawiła się ona już w 1458, w traktatach lekarskich, a następnie w 1532, w dziele De Herbarum Virtutibus Szymona z Łowicza. Jeszcze w XIX wieku notowanymi nazwami zwyczajowymi najpowszechniej występujących w Polsce obrazków plamistych były: „Wiele złego”, „Aronowa broda”, „Obrazki wielkie” i „Głowy świętego Jana”. W języku angielskim rodzaj Arum określany jest zwyczajowo jako lords-and-ladies (panowie i damy).

## Zagrożenie i ochrona
Wytępujące w Polsce gatunki obrazków podlegają ścisłej ochronie na podstawie Rozporządzenia Ministra Środowiska z dnia 9 lipca 2004 w sprawie gatunków dziko występujących roślin objętych ochroną. Oba gatunki są również uwzględnione w trzecim wydaniu Czerwonej listy roślin i grzybów Polski z 2006:
- obrazki plamiste (Arum maculatum) ze statusem E (wymierający, krytycznie zagrożony)
- obrazki alpejskie (Arum alpinum) ze statusem R (rzadki, potencjalnie zagrożony wymarciem).

Żaden z gatunków obrazków nie jest uwzględniony w Czerwonej księdze gatunków zagrożonych IUCN (wersja 2010.2). Podczas gdy w Czerwonej Księdze Roślin Zagrożonych z 1997 (IUCN) wymienionych było pięć gatunków występujących w Grecji i Turcji, uznanych za narażone lub rzadkie (m.in. Arum dioscoridis).
Stanowiska obrazków występujących w naturze są nierzadko chronione w różnych powierzchniowych formach ochrony przyrody. Na przykład w Polsce stanowiska obrazków plamistych w Dolinie Prądnika, Płoni i Iny znajdują się w systemie ochrony zagrożonych składników różnorodności biologicznej kontynentu europejskiego „Natura 2000”, a ich siedliska stanowią przedmiot ochrony. Drugi z występujących w Polsce gatunków, obrazki alpejskie, rośnie w lasach stanowiących przedmiot ochrony w ramach systemu „Natura 2000” w Dolinie Wisłoka, Goleszy, Jasiołce, Lesie Niegłowickim, Muszkowickim Lesie Bukowym, Ostoi Przemyskiej, Stawach Łężczak, łęgach nad Bystrzycą oraz na obszarze Wisłoki z dopływami. 

## Zastosowanie
Rośliny jadalnePrzed sprowadzeniem do Europy ziemniaków, zawierające skrobię bulwy obrazków plamistych, były suszone, proszkowane i dodawane do mąki używanej do wypieku chleba. Bulwy gatunków obrazki plamiste, obrazki włoskie i Arum hygrophyllum, po ugotowaniu, mogą być używane jako jarzyna.
Rośliny leczniczeKłączaste bulwy obrazków plamistych (Rhizoma Ari), zawierające trujący glikozyd aroinę, saponiny, skrobię i szczawian wapnia, były zalecane w polskiej medycynie średniowiecznej w postaci proszku (z dodatkiem tataraku, kory cynamonowca, krwiściągu, drewna jałowca i cukru), którego szczyptę zażywano przed posiłkiem w przypadku zaburzeń żołądkowych. Substancje zawarte w bulwach tego gatunku uważa się za mające działanie antyreumatyczne, moczopędne, przeciwkaszlowe, napotne, silnie przeczyszczające i przeciwrobacze. Substancje zawarte w bulwach Arum hygrophyllum mają działanie poronne.
Rośliny ozdobneNiektóre gatunki z rodzaju obrazków uprawiane są, zarówno w gruncie, jak i pojemnikach, z uwagi na atrakcyjne ulistenienie i kwiatostany. W szczególności w uprawie spotyka się:
- obrazki włoskie – ozdobą są szerokie, marmurkowe liście, zielonkawożółta pochwa kwiatostanu i żółta kolba oraz długo utrzymujące się, pomarańczowe jagody,
- obrazki plamiste – szerokie liście z ciemnymi plamkami, bladozielone pochwy z purpurowymi brzegami, często pokryte ciemnopurpurowymi plamkami,
- obrazki kreteńskie – o ciemnozielonych, połyskujących liściach, jasnożółtej od zielonkawobiałej pochwie kwiatostanu i bladożółtej kolbie, słodko pachnące,
- Arum palaestinum – kwiatostan o niemal czarnym wnętrzu z zewnątrz zielonkawo białej pochwy.

Rośliny magiczneObrazki plamiste były kładzione w kołyskach dla ochrony niemowląt przed złymi mocami.
Inne zastosowaniaBulwy obrazków plamistych były używane do prania, z uwagi na zawartość pieniących saponin.

## Uprawa
WymaganiaStanowiska zacienione. Podłoże żyzne, próchnicze, przepuszczalne, zasadowe, nie przesychające.
PielęgnacjaBulwy sadzi się wiosną na głębokość około 10 cm w odstępach około 30 cm. Podłoże należy ściółkować z uwagi na wymagania wilgotnościowe. Bulwy należy wykopać wczesną jesienią i przechować w miejscu nie narażonym na przymrozki. Jedynie obrazki plamiste są mrozoodporne do temperatury około –15 ºC.
RozmnażanieZ nasion (jesienią) lub bulw przybyszowych (wiosną).
Choroby i szkodnikiRośliny mogą być atakowane przez ślimaki i mszyce.